# Slemskräling
Slemskräling (Phaeocollybia festiva) är en svampart som först beskrevs av Elias Fries, och fick sitt nu gällande namn av Roger Heim 1942. Enligt Catalogue of Life ingår Slemskräling i släktet Phaeocollybia,  och familjen spindlingar, men enligt Dyntaxa är tillhörigheten istället släktet Phaeocollybia,  och familjen buktryfflar. Arten är reproducerande i Sverige. Inga underarter finns listade i Catalogue of Life.